# Gromada Babice (Powiat Przemyski)
Gromada Babice war eine Verwaltungseinheit in der Volksrepublik Polen zwischen 1954 und 1972. Verwaltet wurde die Gromada vom Gromadzka Rada Narodowa, dessen Sitz sich in Babice befand und der aus 19 Mitgliedern bestand.

Die Gromada Babice gehörte zum Powiat Tarnobrzeski in der Woiwodschaft Rzeszów (1945–1975). Sie wurde gebildet aus den bisherigen Gromadas Babice, Bachów und Skopów aus der aufgelösten Gmina Krzywcza.
Die Gromada Antoniów bestand bis zum 1. Januar 1973.